# (3364) Zdenka
Zdenka (asteroide n.º 3364) es un asteroide del cinturón principal, a 1,9694963 UA. Posee una excentricidad de 0,1041885 y un período orbital de 1 190,71 días (3,26 años).
3364 Zdenka tiene una velocidad orbital media de 20,08738789 km/s y una inclinación de 5,54918º.
Este asteroide fue descubierto en 5 de abril de 1984 por Antonín Mrkos.
Su nombre es un homenaje a la astrónoma checa Zdeňka Vávrová.